# Như thị ngã văn
Như thị ngã văn (chữ Hán: 如是我聞; tiếng Pali: Evaṃ me sutaṃ; tiếng Phạn: Evaṃ mayā śrūtaṃ), thường được chuyển ngữ sang tiếng Việt là Ta nghe như vầy..., hay Ta đã nghe như vầy..., là cách dịch phổ biến của dòng đầu tiên trong các kinh văn tiêu chuẩn (tiếng Pāli và tiếng Phạn: nidāna) của các bài giảng Phật giáo. Cụm từ này dùng để xác nhận rằng bài giảng đến từ chính Đức Phật, như một "chỉ dấu xác thực".  Truyền thống Phật giáo cho rằng chính tôn giả Ānanda lần đầu tiên sử dụng công thức này như một hình thức chứng thực cá nhân, nhưng điều này đang bị một số học giả tranh cãi. Người ta cũng tranh cãi về cách cụm từ liên quan đến các từ theo sau, và một số giả thuyết đã được phát triển liên quan đến cách đọc kinh văn ban đầu. Công thức này cũng đã được sử dụng trong các bài kinh Đại thừa và Kim cương thừa sau này.

## Lịch sử và chức năng

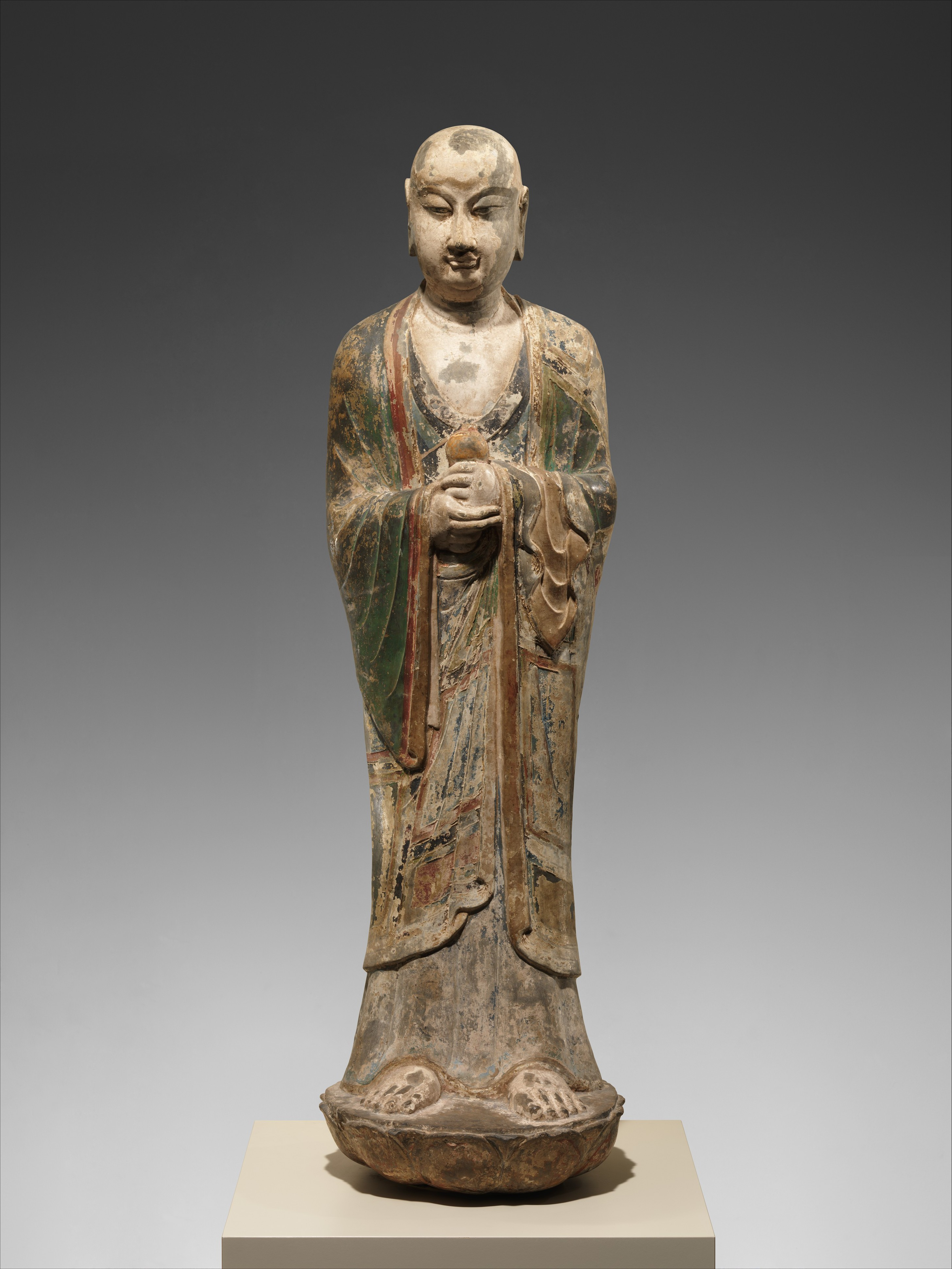
Tác phẩm điêu khắc đá vôi Trung Quốc thế kỷ thứ VIII mô tả tôn giả Ānanda.

Theo truyền thống Phật giáo — dựa trên luận giải của Trường Bộ Kinh — công thức lần đầu tiên được tôn giả Ānanda sử dụng trong kỳ kết tập thứ nhất được tổ chức tại Rājagṛha (Rajgir ngày nay). Tại đây, các kinh điển đã được kết tập, và tôn giả Ānanda, với tư cách là là thị giả riêng của Đức Phật, được giao vai trò như một báo cáo viên (tiếng Phạn: saṃgītakāra) về các bài giảng của Đức Phật. 
Công thức thường được tiếp theo sau bởi địa điểm, nơi mà bài giảng được đưa ra, cũng như tên của đối tượng hướng tới. Trong truyền thống Phật giáo Hán truyền, công thức này được gọi là thông tự (tiếng Trung: 通序; bính âm: tōngxù; lời dẫn chung), trái ngược với phần tiếp theo khác nhau giữa các bài giảng, giới thiệu các chi tiết cụ thể, được gọi là biệt tự (tiếng Trung: 別序; bính âm: biéxù; lời dẫn riêng). Trong một số kinh điển Phật giáo sơ kỳ, các cấu trúc tương tự khác được sử dụng, chẳng hạn như Tôi từng nghe Đức Thế Tôn rằng (tiếng Pali: Vutaṃ hetaṃ bhagavatā) trong Itivuttaka. 

## Phiên dịch và biên dịch
Công thức được luận sư Ấn Độ thế kỷ thứ 5 Buddhaghosa mô tả là "đã nhận được ấn chứng của Đức Phật". Nhà Ấn Độ học Jean Filliozat không đồng ý với cách giải thích truyền thống rằng Ānanda là người đã tạo ra công thức, mà cho rằng công thức này là một cách kỳ lạ để mô tả lời kể của nhân chứng trực tiếp, vì nó nghe có vẻ như sau đây là tin đồn. Thay vào đó, ông lập luận rằng nó đã được thêm vào sau này bởi các nhà biên dịch. Tuy nhiên, so sánh các văn bản Phật giáo với Kỳ Na giáo, học giả tiếng Phạn John Brough đã kết luận công thức chỉ ra lời kể cá nhân trái ngược với tin đồn. 
Nhà Ấn Độ học Jean Przyluski lập luận rằng công thức trên mang nghĩa các bài giảng được trình bày như một phần của sự mặc khải thiêng liêng (śruti). Điều này nhằm chứng minh rằng các kinh điển Phật giáo ngang hàng, hoặc vượt trội hơn kinh Veda trong truyền thống Bà-la-môn. Brough đồng tình với Przyluski, cho rằng điều này có thể đã đóng một số vai trò trong sự phát triển của cụm từ, nhưng kết luận rằng động cơ tuyên bố mình là nhân chứng cho lời dạy của Đức Phật "tự nó có thể giải thích khá đầy đủ". Brough dẫn chứng giai thoại các đệ tử Đức Phật đã khóc khi nghe Ānanda nói Như vầy tôi đã nghe... lần đầu tiên, "thật kinh ngạc khi họ được nghe lại chính những lời của vị thầy đã khuất của họ". Nhà Ấn Độ học Konrad Klaus lại không đồng ý với Brough, trích dẫn hai bài kinh từ Trường Bộ Kinh và Trung Bộ kinh, trong đó công thức đề cập đến những gì "... được người khác tiếp thu thông qua giao tiếp", trái ngược với kinh nghiệm cá nhân.  Klaus cũng chỉ ra một cách diễn đạt khác có nghĩa là một bài giảng đã được tiếp nhận trực tiếp từ ai đó, đó là samukkhā me taṃ ... samukkhā paṭiggahitaṃ, nghĩa là Tôi đã nghe và học được điều này từ...: một biểu hiện thường được sử dụng liên quan đến Đức Phật. Ông đề xuất rằng công thức Như vầy tôi đã nghe đánh dấu một bài kinh là lời của Đức Phật, nhưng không phải vì bài kinh đã được nghe từ chính miệng của Đức Phật bởi người nói. Ông thừa nhận rằng các văn bản tiếng Phạn ban đầu có một cách giải thích sau này về công thức trên, điều này đề cập đến kinh nghiệm cá nhân.
Nhà Ấn Độ học Étienne Lamotte lập luận rằng chính Đức Phật là người đã đặt công thức này ở phần đầu của các bài giảng, truyền đạt điều này thông qua Ānanda.
Ngoài ra, công thức này có thể đã được các nhà biên tập sử dụng để chuẩn hóa các bài  kinh, vì nó thậm chí còn được sử dụng trong các bài kinh do chính Ānanda đưa ra.

## Sử dụng

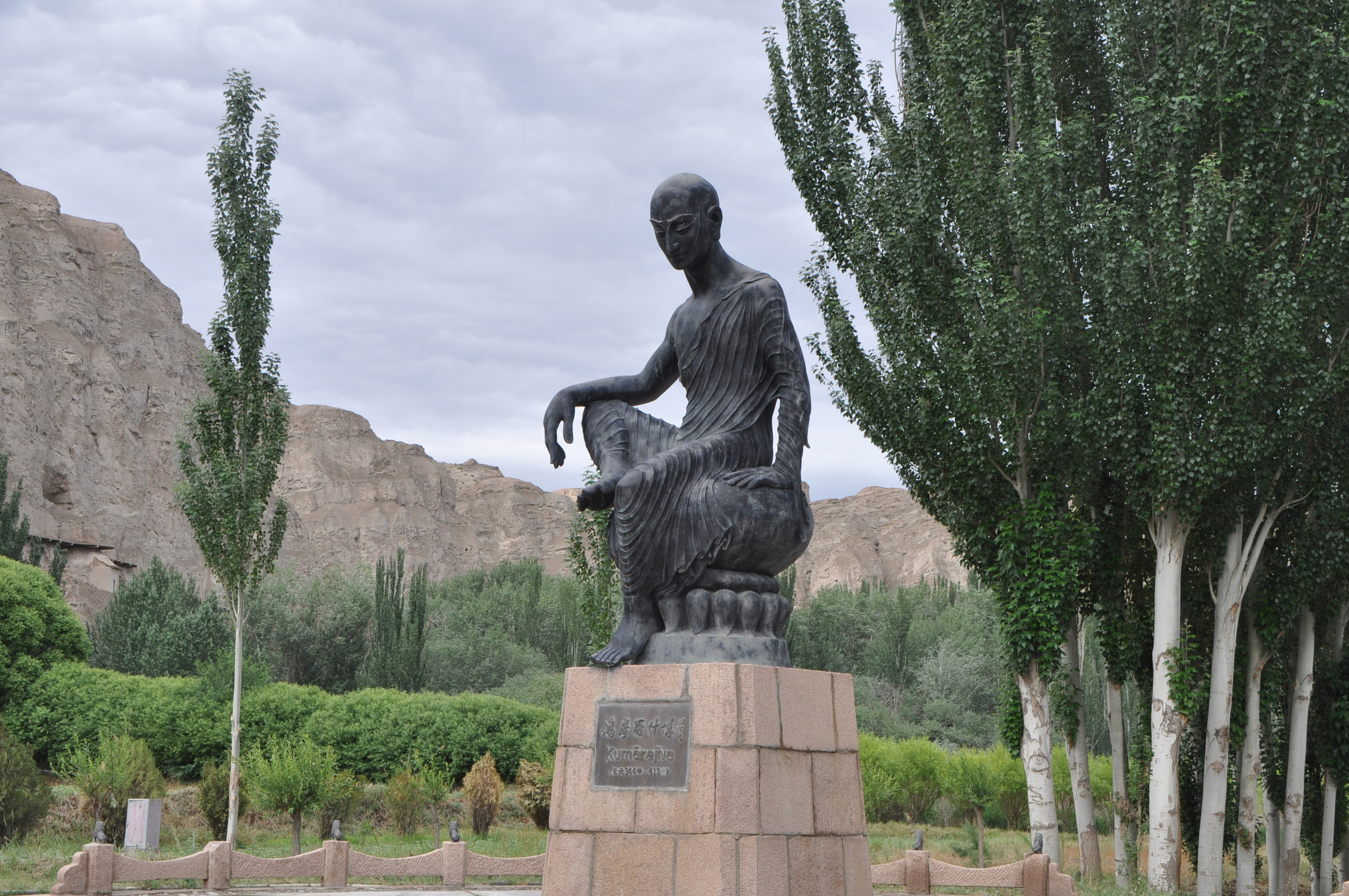
Tượng Kumārajīva phía trước Động Kizil, Tân Cương, Trung Quốc

Trước thế kỷ thứ 5, các bản dịch kinh văn Phật giáo chữ Hán thường dịch công thức tiêu chuẩn là Văn như thị (tiếng Trung: 聞如是; Từng nghe như vầy). Trong thế kỷ thứ 5, dịch giả Kumārajīva bắt đầu dịch công thức thành Như thị ngã văn (tiếng Trung: 如是我聞; Như vầy tôi đã nghe), đã trở thành cụm Hán dịch tiêu chuẩn, mặc dù cấu trúc không tự nhiên của nó.
Truyền thống Đại thừa và Kim cương thừa coi nhiều bài giảng về sau này cũng là lời dạy của Đức Phật, và cũng bao gồm công thức trên ở phần đầu của những bài giảng đó. Thật vậy, Đại trí độ luận vào thế kỷ thứ 5 khuyến nghị các biên tập viên nên làm như vậy. Thông thường, các luận giải Mahāyāna nói rằng công thức trên không chỉ được nói bởi Ānanda, mà còn từ một số vị Bồ tát, chẳng hạn như Văn Thù. Học thuật hiện đại đã đặt nghi vấn về giá trị lịch sử của hầu hết các phần mở đầu này của các bài kinh Đại thừa, mặc dù một số học giả không loại trừ khả năng rằng một số nội dung của các bài kinh đó có nguồn gốc từ chính Đức Phật. 

## Trích dẫn
1. ↑  Tola & Dragonetti 1999, tr. 54.
2. 1 2  Brough 1950, tr. 424.
3. ↑  Nanayakkara 1990, tr. 174.
4. 1 2  Powers 2013, Evaṃ mayā śrutaṃ ekasmin samaye.
5. ↑  Buswell & Lopez 2013, Saṃgītakāra.
6. ↑  Keown 2004, tr. 89.
7. ↑  Buswell & Lopez 2013, Er xu.
8. ↑  Buswell & Lopez 2013, Itivuttaka.
9. ↑  Analayo 2007, tr. 19.
10. 1 2  Przyluski 1940, tr. 247, note 2.
11. 1 2  Nanayakkara 1990, tr. 174–5.
12. ↑  Klaus 2007, tr. 316.
13. 1 2  Brough 1950, tr. 425.
14. ↑  Klaus 2007, tr. 319, "... durch Mitteilung durch Andere erworbenen wurde."
15. ↑  Klaus 2007, tr. 319–20.
16. ↑  Klaus 2007, tr. 320–1.
17. ↑  Lamotte 2005, tr. 190.
18. ↑  Nattier 2014, tr. 40–1, 53–4.
19. ↑  Nattier 2014, tr. 41.
20. ↑  Skilton 2004, tr. 745–6.
21. ↑  Walser 2005, tr. 154.
22. ↑  Buswell & Lopez 2013, Evaṃ mayā śrutaṃ.
23. ↑  Williams 2009, tr. 39.